# Club de Fútbol Rayo Majadahonda
El Club de Fútbol Rayo Majadahonda S.A.D. es un club de fútbol español ubicado en Majadahonda, Comunidad de Madrid. Fue fundado en 1976 y desde la temporada 2024-25 compite en la Segunda Federación.

## Historia

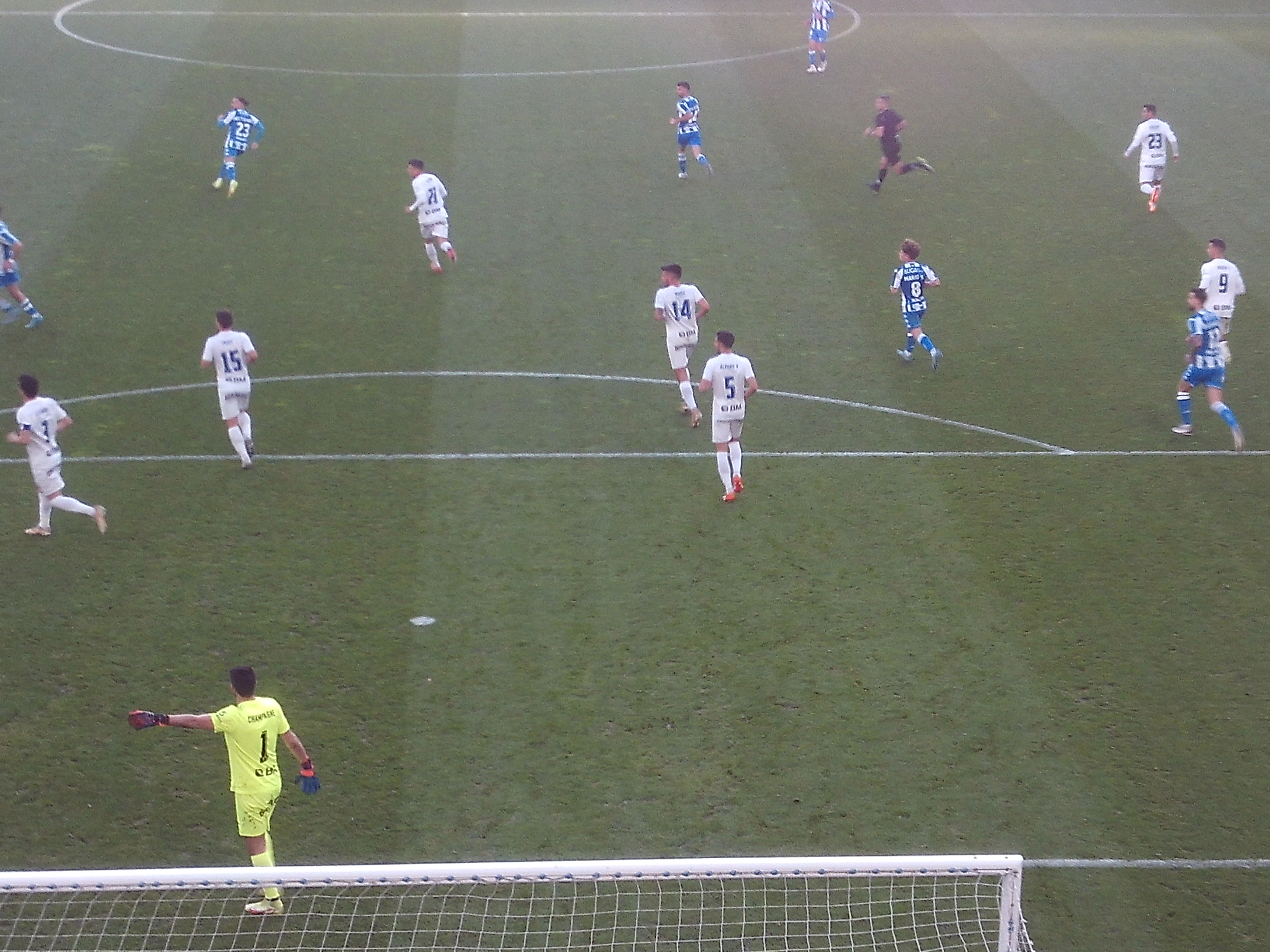
Partido disputado entre el Deportivo de La Coruña y el Rayo Majadahonda.

La localidad madrileña de Majadahonda había contado desde 1958 con varios clubes de fútbol amateur, todos ellos conocidos como «Rayo Majariego», pero ninguno de ellos logró tener continuidad. El desarrollo de la ciudad propició la fundación del actual «Rayo Majadahonda» en 1976, año de su inscripción en los torneos de la Federación Castellana de Fútbol. El primer presidente fue Ramiro Aguilar, reemplazado en 1987 por Enrique Vedia, quien desde entonces es el presidente de la entidad. Su trayectoria estuvo limitada a categorías regionales hasta que en la temporada 1987/88 debutó en Tercera División, al haberse creado un grupo específico para la Comunidad de Madrid.
La primera etapa de Antonio Iriondo como entrenador entre 1994 y 1998 supuso un punto de inflexión para el cuadro majariego, que pasó de luchar por la permanencia a disputar el playoff de ascenso en tres ocasiones consecutivas. El otro hecho relevante fue la transformación del Cerro del Espino en la ciudad deportiva del Atlético de Madrid a partir de 1997, y que implicaba a su vez la aprobación de un convenio con los rojiblancos para dotar al club rayista de una escuela deportiva y de fondos económicos para su desarrollo. De las categorías inferiores han salido jugadores que más tarde despuntarían en Primera División, como Lucas y Theo Hernández. También pasaron por el club Marcos Llorente, que comenzó sus andaduras en el Club Deportivo Las Rozas, y Munir El Haddadi que jugó en el equipo majariego en calidad de cedido llegado desde el Atlético de Madrid.
En la temporada 1997-98 el Rayo Majadahonda debutó en Segunda División B gracias al descenso del Real Madrid C, si bien terminaría perdiendo la categoría ese mismo curso. A ese resultado le siguió una trayectoria irregular en la que se produjo una breve caída a Regional Preferente, el regreso a Tercera, dos promociones de ascenso y el retorno a Segunda B en el año 2003-04. Desde su descenso como colistas, los majariegos permanecieron en el grupo VII de Tercera durante las siguientes once campañas.
El club volvió a ascender a Segunda División B en 2014-15, de nuevo con Antonio Iriondo en el banquillo, tras vencer al Condal C.F. en el Cerro del Espino por 3-0 (el resultado global fue de 5-2). Esta vez, el club si supo consolidarse en la categoría de bronce, ya que desde entonces no ha vuelto a jugar en la cuarta categoría del futbol nacional.
Además de apostar a  largo plazo por Iriondo, se sumó la llegada en 2017 del exinternacional José María Movilla como director deportivo.
El plantel madrileño dio la sorpresa en 2016-17 al finalizar en cuarto lugar la temporada, lo que les permitió disputar su primer playoff de ascenso a Segunda División. El cual terminarían perdiendo en la primera ronda, tras enfrentarse al Racing de Santander por un resultado global de (6-1). 
En la temporada 2017-18 finalizó líder del grupo I y además derrotó al Fútbol Club Cartagena en la eliminatoria de campeones para ascender a Segunda División, logrando así el ascenso a la categoría de plata por primera vez en su historia. Esta temporada finalizaría subcampeón absoluto de Segunda División B, al caer ante el RCD Mallorca a doble partido en la disputa por el título de la categoría, por un resultado global de (3-1). De este modo, el Rayo Majadahonda debutaría en la Liga de Fútbol Profesional a partir de la edición 2018-19, pasando a formar parte de los pocos clubes madrileños que han llegado a disputar al menos en Segunda División. El 19 de julio de 2018 la Junta de socios aprobó por unanimidad la conversión en SAD con el fin de competir en la LFP.
El club majariego debutó en la categoría de plata el 19 de agosto de 2018, con derrota ante el Real Zaragoza por 2-1. Siendo Toni Martínez el primer goleador del club en Segunda División Su primera victoria en Segunda División llegó en la tercera jornada, cuando vencieron a domicilio al Gimnástic de Tarragona. Mientras que en la cuarta consiguió su primera victoria como local, en el Metropolitano frente al C.D.Lugo.El 2 de Diciembre, se disputó el primer partido en el Cerro del Espino tras su reforma, el partido ante el Deportivo de la Coruña finalizó sin goles. El 4 de junio de 2019, se confirmó el descenso del club madrileño tras verse derrotado en Oviedo por 4-3.
En 2018 el Club firmó con el Club Deportivo Fútbol Tres Cantos una alianza por la cual este último club pasaría a ser un filial de facto del club rayista, pese a ser dos clubes con propietarios diferentes, dada la inexistencia de un Rayo Majadahonda "B" cuando el club rayista ascendió a Segunda División.
Desde la temporada 2020-21 hasta la temporada 2022-23, se mantuvo un acuerdo de filialidad con el C.D. Paracuellos Antamira (antiguo Alcobendas Sport). El filial del conjunto majariego competía en la Tercera RFEF bajo la nomenclatura "CD Paracuellos-Majadahonda "A"". Durante las temporadas que duró el acuerdo, el filial consiguió luchar en dos ocasiones por el ascenso a la Segunda RFEF, cayendo en la final regional ante el Alcorcón B en la temporada 2021-2022 y en la semifinal regional ante el Getafe B en la temporada 2022-2023.  Tras acabarse la temporada 2022-2023, se dio por finalizado el acuerdo de colaboración.
Para la temporada 2023-24, el Rayo Majadahonda ha firmado un acuerdo de filialidad con el CUC Villalba, equipo que compite en la Tercera Federación - Grupo VII. 

## Uniforme
| Titular | Alternativo |  |

## Instalaciones

### Estadio

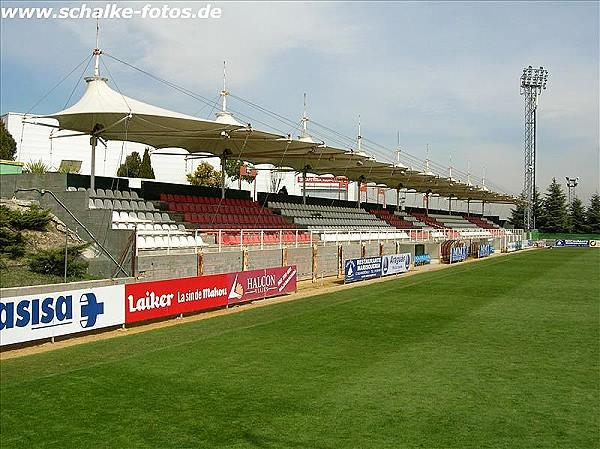

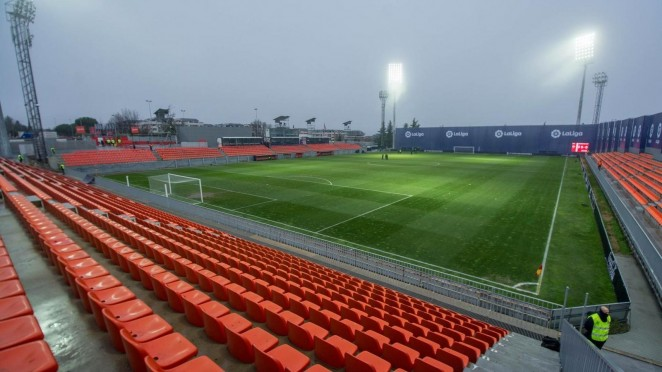

El equipo disputa sus partidos como local en el estadio Cerro del Espino, con capacidad para 3800 espectadores y césped natural. La instalación está ubicada en el límite urbano de Majadahonda con Pozuelo de Alarcón y fue inaugurada el 13 de septiembre de 1995 sobre los restos del campo municipal, cuya construcción databa de 1976. De hecho, el 9 de enero de 1994 disputó el último encuentro en el antiguo Cerro del Espino frente a la R.S.D. Alcalá. Durante lo que restaba de dicha temporada y en la temporada 1994-95, el equipo franjirrojo se trasladó a la vecina localidad de Las Rozas para disputar sus encuentros en el campo municipal Dehesa de Navalcarbón mientras tenían lugar las obras.
El actual campo forma parte de la Ciudad Deportiva de Majadahonda, utilizada desde 1997 por el Club Atlético de Madrid para entrenamientos del primer equipo y para partidos del Atlético de Madrid Femenino, del Atlético de Madrid B y del resto de filiales rojiblancos. El complejo cuenta en total con cinco terrenos de juego: tres de hierba natural (incluyendo el estadio) y dos de césped artificial. A cambio de su uso, el conjunto rojiblanco debe hacerse cargo de los gastos de gestión y mantenimiento.
El estadio fue remodelado en 2018 debido al ascenso de categoría conseguido al finalizar la temporada 2017-18 tras un acuerdo con el Ayuntamiento y el Club Atlético de Madrid y debido a las exigencias de la Liga de Fútbol Profesional. Entre tanto, asumiendo la imposibilidad de disputar sus partidos como local los tres primeros meses de competición de la temporada 2018-19, y gracias a lo que los majariegos calificaron de "favor impagable" del Club Atlético de Madrid para evitar que el Rayo descendiera, el debut en Segunda como local se produjo en el estadio Estadio Metropolitano de Madrid. En total, el equipo majariego disputó 7 partidos en el feudo rojiblanco y cosechó cuatro victorias, un empate y dos derrotas. Finalmente, el 2 de diciembre de 2018 el equipo majariego regresó a su estadio con la disputa de un partido de Liga contra el R.C. Deportivo de La Coruña. El partido finalizó sin goles.
Para la disputa del partido de dieciseisavos de final de la Copa del Rey el 6 de enero de 2022 contra el Atlético de Madrid, el Rayo Majadahonda volvió a alcanzar un acuerdo con el club colchonero y con la RFEF para ejercer como local en el Estadio Metropolitano para así facilitar la presencia de más aficionados y aumentar los ingresos a través de la taquilla. El encuentro acabó en derrota majariega por 0-5.

## Datos del club
- Temporadas en 2.ª: 1 (2018-19)
  - Clasificación histórica 2ª división: 132
  - Mejor temporada en 2.ª: 19.º (2018-19)
- Temporadas en 2ªB: 9 incluida temporada (2023-24)
  - Mejor puesto en 2ªB: 1.º (2017-18)
- Temporadas en 3.ª: 25
  - Peor puesto en 3.ª: 20.º (1998-99)
- Temporadas en Copa del Rey: 9 incluida (2022-23)

## Jugadores
- En 1.ª y 2.ª desde la temporada 1995-96 los jugadores con dorsales superiores al 25 son, a todos los efectos, jugadores del filial y como tales, podrán compaginar partidos con el primer y segundo equipo. Como exigen las normas de la LFP, los jugadores de la primera plantilla deberán llevar los dorsales del 1 al 25. Del 26 en adelante serán jugadores del equipo filial.
- Como exigen las normas de la RFEF desde la temporada 2019-20 en 2.ªB y desde la 2020-21 para 3.ª, los jugadores de la primera plantilla deberán llevar los dorsales del 1 al 22, reservándose los números 1 y 13 para los porteros y el 25 para un eventual tercer portero. Los dorsales 23, 24 y del 26 en adelante serán para los futbolistas del filial, y también serán fijos y nominales.
- Según normativa UEFA, cada club solo puede tener en plantilla un máximo de tres jugadores extracomunitarios.[25] La lista incluye sólo la principal nacionalidad de cada jugador, aunque algunos de los jugadores no europeos tienen doble nacionalidad de algún país de la UE:

- Pedrinho posee la doble nacionalidad brasileña e italiana.

- El jugador extracomunitario en el club es:
- Derek Septién, de nacionalidad mexicana.

Leyenda
- Canterano:
- Pasaporte europeo:
- Extracomunitario sin restricción:
- Extracomunitario:
- Formación:

## Entrenadores
| Nombre                       | País                                 | Periodo   | PG | PE | PP | Total |
| ---------------------------- | ------------------------------------ | --------- | -- | -- | -- | ----- |
| Antonio Iriondo              | Bandera de Rusia · Bandera de España | 1994-1998 |    |    |    |       |
| Jaime Asensio de la Fuente   | Bandera de España                    | 2000-2001 |    |    |    |       |
| Manolo Sánchez Delgado       | Bandera de España                    | 2008-2010 |    |    |    |       |
| Antonio Iriondo              | Bandera de Rusia · Bandera de España | 2012-2019 |    |    |    |       |
| Julián Calero                | Bandera de España                    | 2019-2020 |    |    |    |       |
| Antonio Iriondo              | Bandera de Rusia · Bandera de España | 2020-2021 |    |    |    |       |
| Abel Gómez Moreno            | Bandera de España                    | 2021-2022 |    |    |    |       |
| Diego Nogales Domínguez      | Bandera de España                    | 2022      |    |    |    |       |
| Alfredo Santaelena           | Bandera de España                    | 2022-2023 |    |    |    |       |
| Carlos Cura                  | Bandera de España                    | 2023      |    |    |    |       |
| Jon Erice                    | Bandera de España                    | 2023-2024 |    |    |    |       |
| Armando de la Morena         | Bandera de España                    | 2024-2025 |    |    |    |       |
| Guillermo Fernández González | Bandera de España                    | 2025-     |    |    |    |       |

## Palmarés
| Competición              | Títulos                                                                     | Subcampeonatos      |
| ------------------------ | --------------------------------------------------------------------------- | ------------------- |
| Segunda División B (1/0) | 2017-18 (Gr. I).                                                            | 2017-18 (Absoluto). |
| Tercera División (4/0)   | 1995-96 (Gr. VII), 1996-97 (Gr. VII), 2000-01 (Gr. VII), 2014-15 (Gr. VII). |                     |
| Copa Federación (0/1)    | -                                                                           | 2015-16.            |

| Títulos oficiales | Nacionales             | Nacionales | Nacionales | Nacionales | Nacionales | Nacionales | Europeos | Europeos | Europeos | Europeos | Mundiales | Mundiales | Total |   |   |
| ----------------- | ---------------------- | ---------- | ---------- | ---------- | ---------- | ---------- | -------- | -------- | -------- | -------- | --------- | --------- | ----- | - | - |
| Títulos oficiales | C. F. Rayo Majadahonda |            | -          | 1          | 4          |            | -        | -        | -        | -        | -         | -         | Total | - | 5 |

### Palmarés Amistoso
- Trofeo Alcarria (2): 1993 y 1994.
- Trofeo Ciudad de Ávila (1): 2008.[26]
- Trofeo Diputación de Segovia (2): 2015[27] y 2023.[28]
- Trofeo Fiestas del Motín (1): 2017.
- Trofeo Cervantes (1): 2018.
- Torneo de la Asociación de Clubes de Fútbol de la 3.ª Categoría Nacional (1): 2022.[29]